# 특이 호몰로지
대수적 위상수학에서 특이 호몰로지(特異homology, 영어: singular homology 싱귤러 호몰로지[*])는 단체를 사용하여 정의하는 호몰로지 이론이다.

## 정의
{\displaystyle X}가 위상 공간이며, {\displaystyle R}가 (1을 갖는) 환이라고 하자. 그렇다면, {\displaystyle X}의, {\displaystyle R} 계수의 특이 호몰로지는 다음과 같이 정의된다.

### 사슬
{\displaystyle n}차원 표준 단체(標準單體, 영어: standard simplex) {\displaystyle \Delta ^{n}\subset \mathbb {R} ^{n+1}}은 다음과 같다.
{\displaystyle \Delta ^{n}=\left\{(x_{0},x_{1},\dots ,x_{n})|0\leq x_{i}\leq 1,\;\sum _{i}x_{i}=1\right\}}.
이는 선분과 삼각형, 사면체를 일반화한 것이다.
{\displaystyle X} 위의 {\displaystyle n}차원 특이 단체(特異單體, 영어: singular complex)는 연속 함수
{\displaystyle \sigma _{n}\colon \Delta ^{n}\to X}
를 뜻한다. {\displaystyle X} 위의, {\displaystyle R} 계수의 {\displaystyle n}차원 사슬(영어: chain)은 모든 {\displaystyle n}차원 특이 단체로 의하여 생성되는, {\displaystyle R} 위의 왼쪽 자유 가군의 원소다. 이 자유 가군을 {\displaystyle C_{n}(X;R)}라고 쓰자. (만약 {\displaystyle R=\mathbb {Z} }일 경우, 이는 자유 아벨 군이 된다.)

### 경계
표준 단체 {\displaystyle \Delta ^{n}}의 꼭짓점들을 {\displaystyle p_{1},\dots ,p_{n}}이라고 하자. 표준 단체 {\displaystyle \Delta ^{n}}의 경계는 그 면들로 이루어져 있는데, 이들은 {\displaystyle n+1}개의 꼭짓점 가운데 하나씩을 제외하여 나열할 수 있다. 예를 들어
{\displaystyle [p_{0},p_{2},\dots ,p_{k-1},p_{k+1},\dots ,p_{n}]}
의 꼴이다. 이를 편의상
{\displaystyle [p_{0},p_{1},\dots ,p_{k-1},{\hat {p}}_{k},p_{k+1},\dots ,p_{n}]}
로 쓰자.
{\displaystyle n}차원 특이 단체 {\displaystyle \sigma _{n}\colon \Delta ^{n}\to X}의 경계(境界, 영어: boundary) {\displaystyle \partial _{n}\sigma _{n}\in C_{n-1}(X;R)}는 다음과 같다.
{\displaystyle \partial _{n}\sigma _{n}=\sum _{k=0}^{n}(-1)^{k}\sigma |_{[p_{0},\dots ,{\hat {p}}_{k},\dots ,p_{n}]}}.
경계 연산자 {\displaystyle \partial _{n}}는 특이 단체뿐만 아니라 일반적인 사슬에 대해서도 선형으로 자연스럽게 확장할 수 있다. 즉 {\displaystyle \partial _{n}\colon C_{n}\to C_{n-1}}이다. 이는 {\displaystyle R} 위의 가군의 가군 준동형을 이룬다. 또한, {\displaystyle \partial _{n-1}\circ \partial _{n}\colon C_{n}(X)\to C_{n-2}(X)}는 항상 0이다. 따라서 {\displaystyle (C_{\bullet }(X),\partial _{\bullet })}은 사슬 복합체를 이룬다. 이 사슬 복합체를 이용하여 정의한 호몰로지
{\displaystyle \operatorname {H} _{n}(X)=\ker \partial _{n}/\operatorname {im} \partial _{n+1}}
들을 특이 호몰로지라고 한다. 이는 {\displaystyle R} 위의 왼쪽 가군을 이룬다. (사슬 가군은 자유 가군이지만, 호몰로지는 일반적으로 자유 가군이 아니다.)

### 특이 코호몰로지
{\displaystyle X} 위의 공사슬(共-, 영어: cochain)은 가군 준동형 {\displaystyle \phi ^{n}\colon C_{n}(X;R)\to R}이다. 공사슬의 집합은 아벨 군을 이루며, {\displaystyle C^{n}(X;R)=\hom(C_{n}(X;R),R)}으로 쓴다. 공사슬의 공경계(共境界, 영어: coboundary) {\displaystyle \delta _{n}\colon C^{n}(X;R)\to C^{n+1}(X;R)}은 다음과 같다.
{\displaystyle \delta _{n}(\phi ^{n})(\sigma _{n+1})=\phi ^{n}(\partial _{n+1}\sigma _{n+1})}.
{\displaystyle (C^{\bullet }(X;R),\delta _{\bullet })}은 공사슬 복합체를 이룬다. 이 복합체를 이용하여 정의한 코호몰로지
{\displaystyle \operatorname {H} ^{n}(X)=\ker \delta _{n}/\operatorname {im} \delta _{n-1}}
들을 특이 코호몰로지(영어: singular cohomology)라고 한다.

## 성질
{\displaystyle K}가 체라면, 보편 계수 정리에 따라서 특이 코호몰로지는 특이 호몰로지의 대수적 쌍대 공간이다.
{\displaystyle \operatorname {H} ^{\bullet }(X;K)=\operatorname {H} _{\bullet }(X;K)^{*}=\hom _{K{\text{-Vect}}}(\operatorname {H} _{\bullet }(X;K),K)}
그러나 이는 (정수환을 포함한) 일반적인 환에 대하여 성립하지 않는다. 즉, 특이 코호몰로지는 사슬을 쌍대화한 뒤 호몰로지를 취한 것이지, 호몰로지를 취한 뒤 쌍대화한 것이 아니다.

## 예

### 초구
{\displaystyle n}차원 초구 {\displaystyle S^{n}}의 특이 호몰로지와 특이 코호몰로지는 다음과 같다.
{\displaystyle \operatorname {H} _{k}(S^{n};R)={\begin{cases}R&k\in \{0,n\}\\0&k\not \in \{0,n\}\end{cases}}\qquad (n>0)}
{\displaystyle \operatorname {H} ^{k}(S^{n};R)={\begin{cases}R&k\in \{0,n\}\\0&k\not \in \{0,n\}\end{cases}}\qquad (n>0)}
{\displaystyle \operatorname {H} _{k}(S^{0};R)={\begin{cases}R^{2}&k=0\\0&k\neq 0\end{cases}}}
{\displaystyle \operatorname {H} ^{k}(S^{0};R)={\begin{cases}R^{2}&k=0\\0&k\neq 0\end{cases}}}

### 사영 공간
복소수 사영 공간 {\displaystyle \mathbb {C} P^{n}}의 특이 호몰로지는 다음과 같다.
{\displaystyle \operatorname {H} _{k}(\mathbb {C} P^{n};R)={\begin{cases}R&2\mid q\leq 2n\\0&q\nmid q\lor q>2n\end{cases}}}
{\displaystyle \operatorname {H} ^{k}(\mathbb {C} P^{n};R)={\begin{cases}R&2\mid q\leq 2n\\0&q\nmid q\lor q>2n\end{cases}}}
실수 사영 공간의 특이 호몰로지는 다음과 같다.
{\displaystyle \operatorname {H} _{k}(\mathbb {R} P^{n};\mathbb {Z} )={\begin{cases}\mathbb {Z} &k=0\lor 2\nmid i=n\\\mathbb {Z} /(2)&0<k<n,\;2\nmid k\\0&{\mbox{otherwise}}\end{cases}}}
{\displaystyle \operatorname {H} _{k}(\mathbb {R} P^{n};\mathbb {F} _{2})={\begin{cases}\mathbb {F} _{2}&k\leq n\\0&k\geq n\end{cases}}}
{\displaystyle \operatorname {H} _{k}(\mathbb {R} P^{n};K)={\begin{cases}K&k=0\lor 2\nmid i=n\\0&{\mbox{otherwise}}\end{cases}}}
여기서 {\displaystyle K}는 표수가 2가 아닌 임의의 체이다.

### 원환면
{\displaystyle n}차원 원환면 {\displaystyle T^{n}}의 특이 호몰로지 군은 다음과 같다.
{\displaystyle \operatorname {H} _{k}(T^{n};\mathbb {Z} )=\mathbb {Z} ^{\binom {n}{k}}}.
여기서 {\displaystyle {\binom {n}{k}}}는 이항계수로, {\displaystyle k>n}인 경우 0으로 정의한다.

## 같이 보기
- 단체 집합
- 세포 호몰로지
- 단체 호몰로지
- 체흐 코호몰로지

## 참고 문헌
- Hatcher, Allen (2002). 《Algebraic topology》. Cambridge University Press. 108쪽. ISBN 0-521-79540-0.
- 조용승 (2010년 9월). 《대수적 위상수학》. 경문사. ISBN 978-89-6105-365-5. 2015년 2월 7일에 원본 문서에서 보존된 문서. 2013년 4월 7일에 확인함.